# Bionicle 3 - Le ombre del mistero
Bionicle 3 - Le ombre del mistero (Bionicle 3: Web of Shadows) è il terzo film della serie della LEGO Bionicle. Il film è uscito l'11 ottobre 2005.

## Trama
I Toa Metru tornano nell'isola di Metru nui per trovare delle capsule Matoran che non erano state ancora recuperate. Al loro ingresso in una città, scoprono che Metru Nui ha subito drastici cambiamenti. Tutta l'isola sembra devastata da qualche cataclisma, le città sono abbandonate e molte bestie pericolose sono state liberate. Toa Whenua si rende conto che i suoi archivi, che contenevano tutte le specie animali di Metru Nui, sono stati manomessi. Vakama, Toa del fuoco, esorta il gruppo a continuare la ricerca proprio quando un potente attacco da parte dei perfidi Visorak, esseri aracnoidi detti i Ruba-Vita, immobilizza tutto il gruppo. I Toa Metru si svegliano dentro dei bozzoli fatti dai Visorak. Sidorak, spietato re di tutte le orde Visorak, intende ucciderli tutti e la malvagia Roodaka, futura regina di Sidorak, esorta il re a rendere memorabile la distruzione dei Toa e gli chiede anche di portarle i loro cadaveri. In realtà Roodaka è un'alleata di Makuta che intende risvegliare il perfido fratello di Mata Nui utilizzando i poteri racchiusi nei corpi dei Toa Metru e spezzare così il sigillo della gabbia di Protodermis.
Sidorak, ignaro del complotto di Roodaka, fa precipitare i Toa Metru che nel frattempo si erano trasformati, a causa del veleno dei Visorak, in Toa Hordika, delle versioni mutanti con arti sproporzionati e armi nuove, tra cui gli spinner. I nuovi Toa verranno salvati dai Rahaga che li porteranno in un luogo lontano dai pericoli della nuova Metru Nui. Roodaka, quando scopre che i Toa Hordika sono ancora vivi, invierà un gruppo di Visorak per catturare il loro capo. Nel frattempo la malvagia regina trama anche contro Sidorak. Vakama ormai inizia ad avere dei dubbi sul suo modo di giudicare i suoi fratelli Toa e si ritira in disparte venendo così catturato dai Visorak. Roodaka decide di far passare Vakama dalla sua parte promettendogli il rispetto da parte di tutti i futuri sudditi. Vakama così diventa nemico dei suoi stessi fratelli Toa e attacca Norik, il capo dei Rahaga. Sidorak non sa che Roodaka intende ucciderlo e crede che Vakama sia una forma di regalo da parte di Roodaka. Vakama per farsi accettare da Sidorak dimostra la sua fedeltà consegnando i cinque Rahaga.
Norik invece viene ritrovato dai Toa Hordika che, scoprendo il tradimento di Vakama, si mettono alla ricerca di Keetongu, un essere mitico che forse potrà far tornare i Toa Hordika alla loro forma Metru. Sidorak nel frattempo presenta a Vakama l'orda dei Visorak e gli propone di diventarne il generale. Roodaka confida a Vakama che sarà lui il futuro re e non Sidorak. I Toa Hordika nel frattempo rintracciano Keetongu e lo esortano a combattere con loro per salvare Vakama e i Matoran. Così, mentre i Toa Hordika raggiungono l'arena dove si trovano Sidorak Roodaka e Vakama, Keetongu scala la torre principale. Vakama ordina all'orda dei Visorak di entrare nell'arena e di distruggere i Toa. Mentre Matau, Toa dell'aria, intende raggiungere Vakama gli altri Toa Hordika devono affrontare i Visorak. Keetongu nel frattempo viene sconfitto da Roodaka che chiederà a Sidorak di scendere e andare a controllare se Keetongu fosse definitivamente distrutto. Matau raggiunge Vakama che, essendo passato dalla parte dei cattivi, riesce a sconfiggere il Toa senza problemi. Matau riesce a salvarsi per un pelo aggrappandosi a una sporgenza della torre per non cadere.
Nel frattempo Roodaka riesce a sbarazzarsi di Sidorak che, sapendo che Keetongu non era stato distrutto, lo abbandona nell'arena. Sidorak sarà così schiacciato da Keetongu mentre Roodaka diventa la nuova regina. Norik riesce a liberare gli altri Rahaga e parte ad aiutare i quattro Toa Hordika alle prese con i Visorak. Vakama invece intende distruggere Matau che fortunatamente riesce a ricordare a Vakama il vero compito che avevano ossia recuperare i Matoran. Vakama così torna se stesso e salva Matau. Nel frattempo i Toa Hordika e i Rahaga non sono sufficienti per contrastare le forze dei Visorak e vengono sconfitti. Proprio in quel momento arriva Roodaka che intende appropriarsi degli elementi dei Toa Hordika. Vakama, fingendosi ancora cattivo, porta Matau assieme ai suoi fratelli Toa che improvvisamente scaglia il suo spinner contro Roodaka. Gli altri Toa, eccetto Vakama, faranno la stessa cosa per fermare la nuova regina. Roodaka comunque non viene sconfitta rivelando che i loro poteri non valevano niente se non erano dei Toa uniti. Allora entra in gioco Vakama che, dopo che Roodaka lo minaccia di scatenare tutti i Visorak contro i suoi fratelli, esorta l'orda a andarsene via in quanto lui era il nuovo capo, paradossalmente nominato proprio da Sidorak e Roodaka, e lui li aveva appena liberati. I Visorak non esitano ad andarsene via e Roodaka sembra definitivamente sconfitta. Invece la regina sfrutta i poteri degli spinner Toa per nutrire un frammento della gabbia di Protodermis che imprigiona Makuta. Quando Vakama lancia il suo spinner riesce a uccidere Roodaka ma così facendo libera anche Makuta dalla gabbia di Protodermis che prenderà e farà sparire il corpo di Roodaka. Ormai però la battaglia è finita, i Toa possono tornare Toa Metru e i Matoran possono essere liberati.